# Долен площаден мост (Самоков)
Долният площаден мост (на гръцки: Κάτω γεφύρι της πλατείας) е стар каменен мост в Егейска Македония, Гърция, в кушнишкото село Самоков (Доматия).
Мостът пресича източната рекичка на селото Самоковина (Самаковико или Гурононеро). Намира се под площада на селото, на неговия вход.
Мостът е най-внушителният и известен каменен мост в Самоков, но е модерна конструкция. В 2009 година по време на ремонтните работи на стария мост и при опит да се отстрани циментовата настилка неговата арка, която още в 1995 година показва напречни пукнатини, се срутва. На мястото на падналия мост е построен сегашният, който, за съжаление, няма характеристиките на стария, а по същество е копие на Горния площаден мост, разположен няколко метра по-високо. Старият е бил остро заострен и сводът му се е състоял от два реда камъни, като външният е издаден, завършващ на върха на свода. Вместо това новият мост е полукръгъл с арка, носеща редица камъни с тънък декоративен корниз. На стената на моста има камък с арабски надписи, който може да упоменава в година по хиджра датата на построяването му, факт, който в комбинация със заострената му арка ни кара да заключим, че е построен през османския период от турски майстори.
В 1990 година е обявен заедно с останалите пет моста на селото за паметник на културата.